# 纳比勒·阿拉比
纳比勒·阿拉比（阿拉伯语：‎，1935年3月15日—2024年8月26日）是一名埃及外交官，2011年3月到6月担任埃及外长。2011年5月15日被选为阿拉伯国家联盟秘书长。

## 教育
1955年他毕业于开罗大学法学院。1969与1971年他分别获得纽约大学法学院的硕士和博士学位。

## 事业
他是位于开罗的Zaki Hashem & Partners法律事务所的合伙人，擅长谈判和仲裁。

### 埃及政府
1976到1978年，他担任埃及外交部法律与事务司的法律顾问和主任，1981到1983担任驻印度大使。1983到1987年他又回到法律与事务司的原职工作。
1978年他在解决中东问题的戴维营协议上担任埃及代表团的法律顾问，85到89年担任Taba谈判的埃及代表团团长，86到88年他是埃及与以色列仲裁委员会（有关Taba争论）的埃及政府代理人。
1995年他被埃及司法部任命为民商事务仲裁委员会的成员。

### 联合国
1973年，他成为联合国训练与研究机构（UNITAR）国际法的特殊成员。73到75年担任埃及驻联合国中东和平会谈代表团的法律顾问。
78到81年，他担任埃及常驻联合国机构副代表，87到91年任代表；91到99年任埃及常驻联合国大使；94到2004年是联合国国际法委员会的委员，1996年曾任联合国安理会的主席；93、94、97年任联合国大会副主席；1999到2001他是联合国赔偿委员会（Compensation Commission）的委员；2001到2006年2月在国际法院工作。

### 其他国际工作
2000到2010年，他是斯德哥尔摩国际和平研究所政府委员会的成员。自2008年12月开始，他担任开罗国际商业仲裁中心（Regional Cairo Centre for International Commercial Arbitration）的主管。

### 2011年埃及革命与过渡政府
在2011年埃及革命期间，他是抗议者与政府之间的联络人之一，他还施压政府以促使穆巴拉克辞职。
在2011年2月25日的民主论坛上，他表示埃及政府缺少权力制衡、透明度和司法独立。他说对外政策应该以国家利益为出发点。
2011年3月6日，他被过渡政府任命为外交部长。

### 阿盟秘书长
2011年5月15日，他接替阿穆尔·穆萨被选为阿拉伯国家联盟秘书长，同年7月1日正式上任。任内他主要面临叙利亚问题，并于2011年10月亲自率领代表团到大马士革进行对话，以促使叙政府通过对话和全面改革的和平方式来解决问题。

## 荣誉

### 外国勋章奖章
- 旭日重光章（日本，2024年4月29日公布[8]）